# قسط صغير الرأس
قسط صغير الرأس (الاسم العلمي:Costus microcephalus) هو نوع من النباتات يتبع جنس القسط من الفصيلة القسطية.